# Consejo de Control Aliado

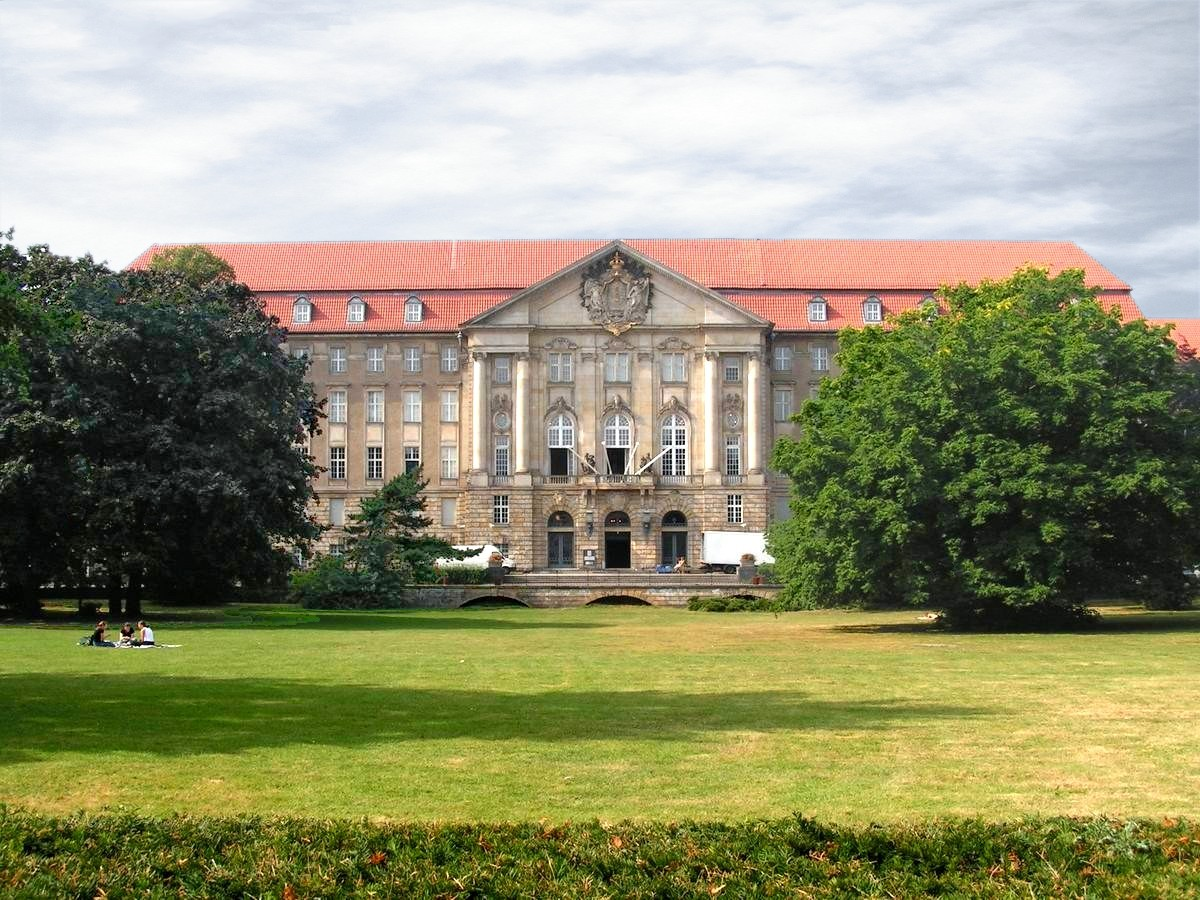
El Kammergericht, 1945-1990 Sede del Consejo de Control Aliado: Vista desde el Kleistpark

El Consejo de Control Aliado o Autoridad de Control Aliada, conocido en el idioma alemán como Alliierter Kontrollrat, y también conocido como los Cuatro Poderes (en alemán: Vier Mächte), fue un organismo de ocupación militar que gobernó las zonas de ocupación aliadas en Alemania y Austria después del final de la Segunda Guerra Mundial en Europa. Los miembros de este eran la Unión Soviética, los Estados Unidos, el Reino Unido y Francia. La organización tenía su sede en Berlín-Schöneberg. El Consejo fue convocado para determinar varios planes para la Europa de la posguerra, incluyendo cómo cambiar las fronteras y transferir poblaciones en Europa del Este y Alemania. Como los cuatro poderes aliados se habían unido en un condominio que afirmaba el poder "supremo" en Alemania, el Consejo de Control Aliado se constituyó como la única autoridad soberana legal para Alemania en su conjunto; reemplazando al extinto gobierno de la Alemania nacionalsocialista.

## Creación
Los preparativos aliados para la ocupación de Alemania en la posguerra comenzaron durante la segunda mitad de 1944, después de que las fuerzas aliadas comenzaran a entrar en Alemania en septiembre de 1944. La mayor parte de la planificación fue llevada a cabo por la Comisión Asesora Europea (CAE) establecida a principios de 1944. Ya el 3 de enero de 1944, el Comité de Seguridad Operacional de la CAE concluyó que

Se reconoce que, en vista de las condiciones caóticas que se prevén en Alemania, ya sea una capitulación antes de la invasión o después de la invasión y el consiguiente establecimiento de un gobierno militar, un período inicial de gobierno militar en Alemania es inevitable y debe preeverse.

La CAE también recomendó la creación de una agencia tripartita de los EE. UU., La Unión Soviética y el Reino Unido para llevar a cabo los asuntos alemanes después de la rendición del Tercer Reich. El representante británico en la CAE, Sir William Strang, estaba indeciso acerca de si una ocupación parcial de Alemania por las tropas aliadas era el curso de acción más deseable. En la primera reunión de la CAE del 14 de enero de 1944, Strang propuso alternativas que favorecían la ocupación total de Alemania, similar a la situación posterior a la Primera Guerra Mundial, cuando el gobierno aliado se estableció sobre Renania. Strang creía que una ocupación completa limitaría la dependencia de los ex-nazis para mantener el orden dentro de Alemania. También creía que haría las lecciones de la derrota más visibles para la población alemana y permitiría a los gobiernos aliados llevar a cabo políticas punitivas en Alemania, como la transferencia de territorios a Polonia. Los principales argumentos en contra de la ocupación total fueron que crearía una carga incalculable para las economías aliadas y prolongaría el sufrimiento de la población alemana, posiblemente impulsando nuevas ideologías revanchistas. Sin embargo, su conclusión final fue que una ocupación total sería más beneficiosa, al menos durante la fase inicial. En agosto de 1944, el gobierno de Estados Unidos estableció el Grupo de los Estados Unidos ante el Consejo de Control para Alemania, que sirvió como un grupo de enlace dentro del CAE para planificar la futura ocupación de Alemania. El presidente de este grupo fue el Brig. Gral. Cornelius Wendell Wickersham.
A medida que se acercaba el colapso alemán, Strang se convenció de que Alemania estaba a punto de sufrir un colapso total, en cuyo caso una ocupación y control total serían inevitables. Incluso propuso un proyecto de declaración que emitirían los gobiernos aliados en caso de que no quedara autoridad política en Alemania debido a condiciones caóticas. Durante un breve período, algunos representantes aliados temieron esta perspectiva.
Después de la muerte de Adolfo Hitler el 30 de abril de 1945, Karl Dönitz asumió el título de presidente de Alemania de acuerdo con el último testamento político de Hitler. Como tal, autorizó la firma, de la rendición incondicional de todas las fuerzas armadas alemanas, que entró en vigor el 8 de mayo de 1945, y trató de establecer un gobierno bajo Ludwig Graf Schwerin von Krosigk en Flensburgo. Este gobierno no fue reconocido por los aliados, y Dönitz y los otros miembros fueron arrestados el 23 de mayo por las fuerzas británicas.
El Instrumento de Rendición alemán firmado en Berlín, había sido redactado por la Fuerza Expedicionaria Aliada de la Cuartel General Supremo, y se basaba en el utilizado algunos días antes para la rendición de las fuerzas alemanas en Italia. No usaron el que había sido redactado para la rendición de Alemania por la " Comisión Asesora Europea " (CAE). Esto creó un problema legal para los Aliados, porque aunque las fuerzas militares alemanas se habían rendido incondicionalmente, no se había incluido a ningún otro gobierno civil alemán en la rendición. Esto se consideró un tema muy importante, en la medida en que Hitler había utilizado la rendición de los gobiernos civiles, pero no de los militares, en 1918, para crear el argumento de "apuñalar en la espalda". Es comprensible que los Aliados no quisieran darle a ningún régimen alemán hostil en el futuro ningún tipo de argumento legal para resucitar una vieja disputa. Finalmente, y determinados a no reconocer a la administración de Flensburgo, acordaron firmar una declaración de cuatro potencias sobre los términos de la rendición alemana. El 5 de junio de 1945, en Berlín, los comandantes supremos de las cuatro potencias ocupantes firmaron una Declaración común sobre la derrota de Alemania (la llamada Declaración de Berlín de 1945), que confirmaba formalmente la disolución total del Tercer Reich a la muerte de Adolfo Hitler, y la consiguiente terminación de cualquier gobierno alemán sobre la nación:
Los Gobiernos de los Estados Unidos de América, la Unión de Repúblicas Socialistas Soviéticas y el Reino Unido de Gran Bretaña e Irlanda del Norte, y el Gobierno Provisional de la República Francesa, asumen la autoridad suprema con respecto a Alemania, incluidos todos los poderes que posee. el gobierno alemán, el alto mando y cualquier gobierno o autoridad estatal, municipal o local. La asunción, para los fines indicados anteriormente, de dicha autoridad y poderes no afecta la anexión de Alemania. [Serie del Departamento de Estado de los Estados Unidos, Tratados y Otros Actos Internacionales, n.º 1520.]
Esta imposición estaba en línea con el Artículo 4 del Instrumento de Rendición que se había incluido para que el documento CAE, o algo similar, pudiera ser impuesto a los alemanes después de la rendición militar. El artículo 4 declaraba que "este acto de rendición militar no prejuzga ni será reemplazado por ningún instrumento general de rendición impuesto por, o en nombre de, las Naciones Unidas y aplicable a Alemania y a las fuerzas armadas alemanas en su conjunto". En realidad, por supuesto, toda la autoridad civil central alemana había dejado de existir con la muerte de Hitler y la caída de Berlín a más tardar. Estas partes de la declaración de Berlín, por lo tanto, simplemente formalizaron el estado de facto y colocaron el régimen militar aliado sobre Alemania sobre una sólida base legal.
Se firmó un acuerdo adicional el 20 de septiembre de 1945 y se detallaron los poderes del Consejo de Control.
El ejercicio real de la potencia se llevó a cabo de acuerdo con el modelo establecido por primera vez en el "Acuerdo sobre la maquinaria de control en Alemania" que había sido firmado por los Estados Unidos, el Reino Unido y la Unión Soviética el 14 de noviembre de 1944 en Londres basado en el trabajo del CAE. Alemania estaba dividida en cuatro zonas de ocupación: estadounidense, francesa, británica y soviética, cada una gobernada por el comandante en jefe de las respectivas fuerzas de ocupación. "Asuntos que afecten a Alemania en su conjunto", sin embargo, tendrían que ser decididos conjuntamente por los cuatro Comandantes en Jefe, quienes para este fin formarían un solo órgano de control. Esta autoridad se llamó Consejo de Control.
El objetivo del Consejo de Control Aliado en Alemania, al igual que las demás Comisiones de Control Aliadas y los Consejos establecidos por los Aliados sobre cada poder derrotado del Eje, era tratar con la administración central del país (una idea que apenas se materializó en el caso de Alemania, como esa administración se rompió por completo con el final de la guerra) y para asegurar que la administración militar se llevara a cabo con cierta uniformidad en toda Alemania. El Acuerdo de Potsdam del 2 de agosto de 1945 especificó las tareas del Consejo de Control.

## Operación

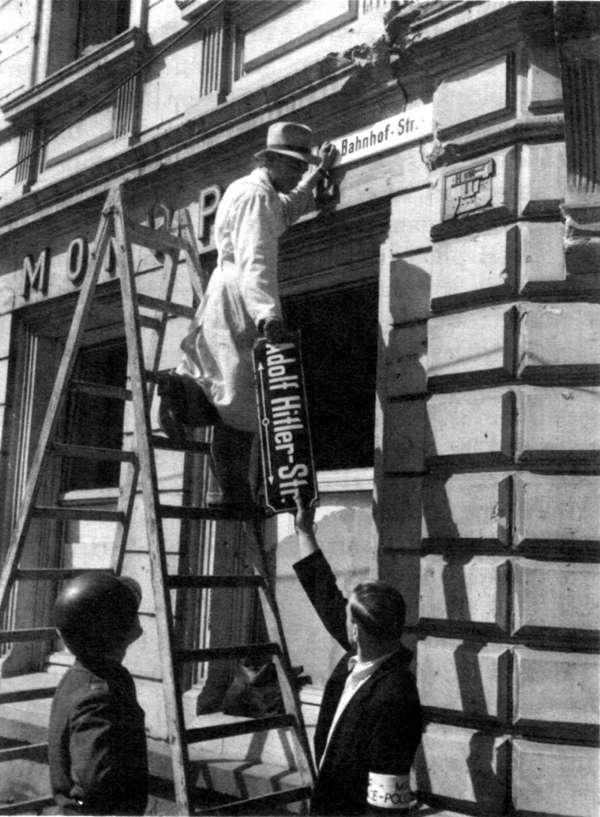
Retiro de un cartel de la 'calle Adolfo Hitler', como parte de la desnazificación

El 30 de agosto de 1945, el Consejo de Control se constituyó y emitió su primera proclama, informando al pueblo alemán de la existencia del Consejo, y afirmó que los mandatos y directrices emitidos por los Comandantes en Jefe en sus respectivas zonas no se verían afectadas por el establecimiento del Consejo: 44 Los miembros iniciales del Consejo de Control fueron el mariscal Georgy Zhukov para la Unión Soviética, el general del ejército Dwight Eisenhower para los Estados Unidos, el mariscal de campo Bernard Montgomery para el Reino Unido y el general Jean de Lattre de Tassigny para Francia .
Posteriormente, el Consejo de Control emitió un número sustancial de leyes, directivas, órdenes y proclamaciones. Se ocuparon de la abolición de las leyes y organizaciones nazis, la desmilitarización, la desnazificación, pero también con asuntos comparativamente pedestres como los aranceles telefónicos y el combate de las enfermedades venéreas. En muchos asuntos, el consejo no pudo imponer sus resoluciones, ya que el poder real estaba en manos de los gobiernos aliados separados y sus gobernadores militares, y el consejo emitió recomendaciones que no tenían fuerza de ley. El 20 de septiembre de 1945, el consejo emitió la Directiva n.º 10, que dividió los diversos actos oficiales del Consejo de Control en cinco categorías: Vol 1, 95-96
- Proclamaciones: "para anunciar asuntos o actos de especial importancia para la potencia ocupante o para el pueblo alemán, o para ambos".

- Leyes: "en asuntos de aplicación general, a menos que expresamente dispongan lo contrario".

- Órdenes: "cuando el Consejo de Control tiene la obligación de imponer a Alemania y cuando las leyes no se utilizan".

- Directivas: "comunicar las decisiones políticas o administrativas del Consejo de control".

- Instrucciones: "cuando el Consejo de Control desea imponer requisitos directamente a una autoridad en particular".

La directiva n.º 11 del mismo día hizo que el trabajo del consejo fuera más ordenado al establecer el inglés, el francés, el ruso y el alemán como los idiomas oficiales del consejo, y al establecer un boletín oficial para publicar los actos oficiales del consejo. : Vol 1, 97-98
La Ley n.º1 del Consejo de Control (también promulgada el 20 de septiembre de 1945) derogó algunas de las leyes nazis más estrictas promulgadas durante el Tercer Reich. Esto estableció la base legal para el trabajo del consejo.
La Directiva n.º 51 (del 29 de abril de 1947), por la que se derogaba la Directiva n.º 10, simplificó el trabajo legislativo del consejo reduciendo las categorías de actos legislativos a Proclamaciones, Leyes y Órdenes. : Vol 1, 27-29

### Criminales de guerra
La Directiva n.º 9 (del 30 de agosto de 1945) acusó a la división legal del consejo de la responsabilidad de cumplir las disposiciones del Acuerdo de Londres sobre el enjuiciamiento de criminales de guerra alemanes, firmado en Londres el 8 de agosto. : Vol 1, 45
Poco después del comienzo de los juicios de Núremberg, el consejo promulgó la Ley n.º 10 (el 20 de diciembre de 1945), que autorizaba a todas las potencias ocupantes a tener su propio sistema legal para enjuiciar a los criminales de guerra y llevar a cabo tales juicios independientemente del Tribunal Militar Internacional que sesionaba entonces en Núremberg. : Vol. 1, 306-311, La Ley n.º 10 fue el resultado de los desacuerdos surgidos entre los gobiernos aliados con respecto a una política común sobre los criminales de guerra y marcó el comienzo del declive de la cooperación entre aliados a tal efecto. Tras la conclusión de los juicios de Núremberg contra los principales criminales de guerra en octubre de 1946, la cooperación entre aliados en crímenes de guerra se vino abajo por completo.
El 12 de octubre de 1946, el consejo emitió la Directiva n.º 38, que, al tratar de imponer algunas reglas comunes, permitió a los cuatro gobiernos de ocupación la discreción en cuanto al trato de las personas detenidas por presuntos crímenes de guerra, incluido el derecho a conceder la amnistía. : Vol. V, pp. 12-48

### Disolución del ejército alemán y las agencias gubernamentales
El pedido n.º 1. Del 30 de agosto de 1945 prohibió el uso del uniforme del ejército alemán, que ahora dejaba de existir. : Vol. V, 47
Una orden del 10 de septiembre ordenó el retiro de todos los agentes del gobierno alemán y/o representantes diplomáticos de los países a los que fueron asignados. : Vol. V, 49 Otra orden del mismo día estableció un procedimiento para diseminar información a la prensa sobre el trabajo del consejo, ordenando que se emita un comunicado de prensa después de cada reunión del consejo. : Vol. V, 54-55
La Directiva n.º 18 (del 12 de noviembre de 1945) dispuso la disolución de todas las unidades del ejército alemán, todo dentro de un límite de tiempo que se decidiría posteriormente. : Vol. V, 188-190 Esta directiva refleja la política adoptada por los gobiernos aliados occidentales de usar unidades militares alemanas para sus propios fines logísticos, una medida objetada por el gobierno soviético. La completa disolución de todas las unidades militares alemanas y el entrenamiento militar fue prevista en la Ley n.º 8 (30 de noviembre de 1945), que entró en vigencia el 1 de diciembre de 1945. : vol. V, 223-224

### Restauración del orden en manos alemanas
La Ley n.º 4 (del 30 de octubre de 1945) restableció el sistema judicial alemán de acuerdo con la legislación alemana promulgada antes del ascenso de Hitler al poder. : Vol. V, 173-175
La Directiva n.º 16 (del 6 de noviembre de 1945) proveyó al equipo de las fuerzas policiales alemanas con armas ligeras para combatir el crimen, mientras que el uso de rifles automáticos estaba prohibido, excepto con el permiso especial de los Aliados. : Vol. V, 182-183
La Ley n.º 21 (del 30 de marzo de 1946) dispuso el establecimiento de tribunales laborales para resolver disputas laborales dentro de la población alemana. Estos tribunales debían ser administrados por jueces alemanes. : Vol. III, 51-55
Poco a poco, los gobiernos aliados relajaron su control sobre la vida política alemana, y el 3 de junio de 1946, la Dirección Política del Consejo de Control recomendó celebrar elecciones municipales en la ciudad de Berlín en octubre del mismo año. : Vol. III, 170 El 3 de agosto de 1946, el consejo aprobó una nueva constitución provisional para el área metropolitana de la Gran Berlín. : Vol. IV, 32-47 Otra reforma relacionada con Berlín tuvo lugar el 22 de agosto de 1946, cuando el consejo aprobó un plan de reforma para la policía del Gran Berlín, que asignó cuatro asistentes al jefe de policía de Berlín, cada uno para pasar por alto el trabajo policial en cada uno de los cuatro sectores de ocupación en esa área metropolitana. : Vol. IV, 70-72

### Desnazificación y erradicación del militarismo
La Ley n.º 2 (del 10 de octubre de 1945) preveía la disolución total del Partido Nacional Socialista, y su reactivación estaba totalmente prohibida. : Vol. I, 131-132 Como parte de la política de desnazificación, la Directiva n.º 23 (del 17 de diciembre de 1945) prohibió cualquier actividad atlética que se realizara como parte de un entrenamiento militar o paramilitar, la prohibición era efectiva a partir del 1 de enero de 1946. : vol. IV, 304-305
La Directiva n.º 24 (del 12 de enero de 1946) estableció un conjunto de criterios integrales para la destitución de los cargos públicos a aquellos "que han sido más que participantes nominales en sus actividades (del Partido Nazi)" y dispuso su eliminación de cualquier servicio civil o trabajo en la organización civil, sindicatos, industria, educación o la prensa y cualquier trabajo que no sea trabajo simple. La categoría de personas a las que se aplicaba la directiva eran los que ocupaban puestos importantes en el Partido Nazi o los que se unieron antes de 1937, el momento en que la membresía se volvió obligatoria para los ciudadanos alemanes. : Vol. II, 16-44
Para erradicar la influencia de la literatura nazi en la población alemana, la orden núm. 4 (del 13 de mayo de 1946) prohibió la publicación y difusión de literatura nazi o militarista y exigió entregar cualquier literatura existente a las autoridades aliadas. : Vol. III, 131-132
La Ley n.º 31 (del 1 de julio de 1946) prohibió a las autoridades policiales alemanas que supervisaran las actividades políticas de ciudadanos alemanes en las diversas zonas de ocupación. : Vol. IV, 1-2
Algunas reformas fueron de naturaleza simbólica. La Ley n.º 46 (del 25 de febrero de 1947) proclamó la abolición de Prusia como una unidad administrativa dentro de Alemania, citando el militarismo pasado asociado con ese nombre como la causa del cambio. El gobierno prusiano ya había sido abolido por Hitler en 1934. Parte del antiguo territorio de Prusia ya no estaba ni siquiera poblado por alemanes, ya que se convirtió en parte de Polonia después de que la mayoría de los alemanes fueron reubicados forzosamente hacia el oeste, mientras que el resto del territorio de Prusia fue dividido entre otros Länder alemanes. : Vol. VI, 28-29
La Ley n.º 57 (del 30 de agosto de 1947) disolvió todas las compañías de seguros alemanas que estaban conectadas con el Frente Laboral alemán, establecido el 1 de mayo de 1933. : Vol. VIII, 1-5

### Expulsión de minorías de habla alemana que residen fuera de Alemania
Uno de los principales asuntos tratados por el Consejo de Control fue la decisión tomada en la Conferencia de Potsdam con respecto a la expulsión forzada de las minorías alemanas de Checoslovaquia, Hungría y Polonia a las cuatro zonas de ocupación de Alemania. El 20 de noviembre de 1945, el consejo aprobó un plan a tal efecto, que se completaría en julio de 1946. : vol. I, 199-201

### Otros asuntos
El 10 de septiembre de 1945 el consejo hizo un llamamiento a los gobernadores militares aliados separados, pidiéndoles que relajaran las regulaciones comerciales entre las cuatro zonas de ocupación, pero esto fue solo una recomendación, ya que cada gobierno aliado mantuvo el poder real en tales asuntos. : Vol. V, 56
El 17 de septiembre, el consejo emitió recomendaciones a las cuatro potencias ocupantes para establecer oficinas de búsqueda para ayudar a las personas desplazadas. : Vol. V, 57-61
El 20 de septiembre, el consejo emitió una orden que prohibía la confraternización entre el personal militar aliado y la población alemana, efectiva a partir del 1 de octubre, excepto en casos de matrimonio o cuando un gobernador militar decidió alquilarle sus soldados a una familia alemana. : Vol. V, 65
La Ley n.º 5 (del 30 de octubre de 1945) creó la Comisión Alemana de Propiedad Externa, que estaba autorizada a confiscar cualquier activo alemán fuera de Alemania hasta que el Consejo de Control decidiera cómo deshacerse de él en interés de la paz. : Vol. V, 176-180 La composición de esa comisión se decidió en la Directiva n.º 21 (20 de noviembre de 1945). : Vol. V, 198
La Ley n.º 7 (del 30 de noviembre de 1945) regulaba la distribución de la electricidad y el gas en las diversas zonas de ocupación. : Vol. V, 221-222
La Ley n.º 9 (Del mismo día) dispuso la confiscación de todos los activos propiedad del conglomerado IG Farben. : Vol. V, 225-226
La Ley n.º 32 (10 de julio de 1946) permitió a las autoridades locales alemanas contratar mujeres en trabajos manuales, esto debido a la escasez de mano de obra. : Vol. V, vol IV, p. 9 Suplemento de la Directiva n.º 14 (del 13 de septiembre de 1946) igualaron los salarios de las trabajadoras y trabajadores menores con los hombres. : Vol. V, 98
La Ley n.º 49 (del 20 de marzo de 1947) derogó la ley alemana de 1933 que rige las relaciones entre el gobierno alemán y la Iglesia Evangélica Alemana, manteniendo la independencia de esa iglesia en asuntos internos. : Vol. VI, 58 La Ley n.º 62 (del 20 de febrero de 1948) derogó todas las leyes nazis que regulan las actividades de las iglesias en Alemania. : Vol. IX, 1-2

## Deterioro en la cooperación inter-aliada dentro del consejo
Desde el principio, los franceses trataron de explotar su posición en el Consejo de Control para obstruir aspectos de la política Aliada que consideraban contrarios a sus intereses nacionales. De Gaulle no había sido invitado a la Conferencia de Potsdam, por lo que los franceses no aceptaron ninguna obligación de acatar el Acuerdo de Potsdam en los procedimientos del Consejo de Control Aliado. En particular, se resistieron a todas las propuestas para establecer políticas e instituciones comunes en toda Alemania, y cualquier cosa que temieran podría conducir a la emergencia de un eventual gobierno alemán unificado.
Las relaciones entre los Aliados occidentales (especialmente los Estados Unidos y el Reino Unido) y la Unión Soviética se deterioraron posteriormente, y también su cooperación en la administración de la Alemania ocupada. Dentro de cada zona cada poder tenía su propia administración, como el Gouvernement Militaire de la Zone Française d'Occupation en Allemagne (GMZFO) en Karlsruhe , el Советская военная администрация в Германии (СВАГ); Sovetskaia Voennaia Administratsia v Germanii (SVAG) en Berlín Este, la Comisión de Control para Alemania, Elemento Británico (CCG/BE) en Bad Oeynhausen, y la Oficina de Gobierno Militar, Estados Unidos (OMGUS) en Berlín Oeste y Fráncfort del Meno. Ya en septiembre de 1946, surgió un desacuerdo con respecto a la distribución de carbón para la industria en las cuatro zonas de ocupación, y el representante soviético en el consejo retiró su apoyo al plan acordado por los gobiernos de los Estados Unidos, Gran Bretaña y Francia. Contra las protestas soviéticas, los dos poderes angloparlantes presionaron para una mayor colaboración económica entre las diferentes zonas, y el 1 de enero de 1947 las zonas británica y estadounidense se fusionaron para formar la Bizona. A lo largo de 1947 y principios de 1948, comenzaron a preparar la reforma monetaria que introduciría el marco alemán. Y, en última instancia, la creación de un estado independiente de Alemania occidental. Cuando los soviéticos se enteraron de esto, alegaron que tales planes eran una violación del Acuerdo de Potsdam, que obviamente las potencias occidentales no estaban interesadas en un control regular de cuatro potencias de Alemania, y que bajo tales circunstancias el Consejo de Control no tenía ningún propósito Más. El 20 de marzo de 1948, el mariscal Vasily Sokolovsky, el representante soviético, abandonó la reunión del Consejo, para no volver jamás.

## Después de la separación
Como el Consejo de Control solo podía actuar con el acuerdo de los cuatro miembros, esta medida básicamente cerró la institución, mientras que la Guerra Fría alcanzó un punto álgido temprano durante el bloqueo soviético de Berlín. El Consejo de Control Aliado no se disolvió formalmente, sino que cesó toda actividad excepto las operaciones de las Autoridades de las Cuatro Potencias a saber, la administración de la prisión de Spandau donde se condenó a las personas condenadas en los Juicios de Núremberg hasta 1987 y el Centro de Seguridad Aérea de Berlín .
Los poderes occidentales instituyeron la Alta Comisión Aliada antes de septiembre de 1949 que permaneció en operación hasta 1955, y que aprobó la Ley Básica para la República Federal de Alemania. En Alemania Oriental, la administración soviética con su representante del CAE era la máxima autoridad, más tarde este puesto también se convirtió en un Alto Comisionado, hasta que la República Democrática Alemana obtuvo la soberanía.
Al establecerse el Consejo de Control Aliado como la autoridad suprema para Alemania y el único depositario legal de la soberanía nacional alemana, las Potencias Aliadas de 1945 habían previsto que esta soberanía finalmente pasaría a un nuevo Estado alemán, una vez un gobierno alemán unificado adecuado para el propósito hubiese sido establecido. Entonces el colapso del Consejo de Control Aliado creó un dilema constitucional tanto para la naciente República Federal como para la RDA; ya que ninguno de los dos estados podía reclamar la aprobación formal de sus constituciones del Consejo de Control completo; y no estaba claro de qué otra manera podrían reclamar la soberanía legítima sobre las partes de Alemania bajo su control.
El Consejo de Control Aliado se reunió una vez más en 1971, lo que llevó a un acuerdo sobre los acuerdos de tránsito en Berlín. Durante las conversaciones para la unificación de Alemania a fines de 1989, se decidió convocar nuevamente al CAE como foro para resolver el problema de los derechos y privilegios de los aliados en Alemania.
Alemania permaneció bajo ocupación militar nominal hasta el 15 de marzo de 1991, fecha en que se presentó ante el Gobierno alemán la ratificación definitiva del Tratado de arreglo definitivo con respecto a Alemania (firmado el 12 de septiembre de 1990). Esto, como el tratado de paz final firmado por los cuatro poderes y los dos gobiernos alemanes, formalmente restableció la plena soberanía de una Alemania reunificada. También significó el final oficial del Consejo de Control Aliado.
El Consejo celebró su reunión final el 2 de octubre de 1990, en vísperas de la reunificación de Alemania, cuando promulgó los documentos formales, ya acordados previamente, que autorizaban la inclusión de la ciudad de Berlín en la reunificación alemana. Esto era necesario porque, hasta entonces, Berlín Occidental no era legalmente parte de la República Federal de Alemania, aunque sí lo administraba. Pero con la Alianza Souveränitätserklärung (Declaración de Soberanía) acordada en el Consejo, la República Federal pudo asumir el control legal de Berlín en el momento de la reunificación alemana (aunque la retirada de la presencia militar aliada tuvo que esperar hasta 1994, de conformidad con el calendario provisto por el Tratado sobre el Acuerdo Final con Respecto a Alemania).

## El edificio Kammergericht

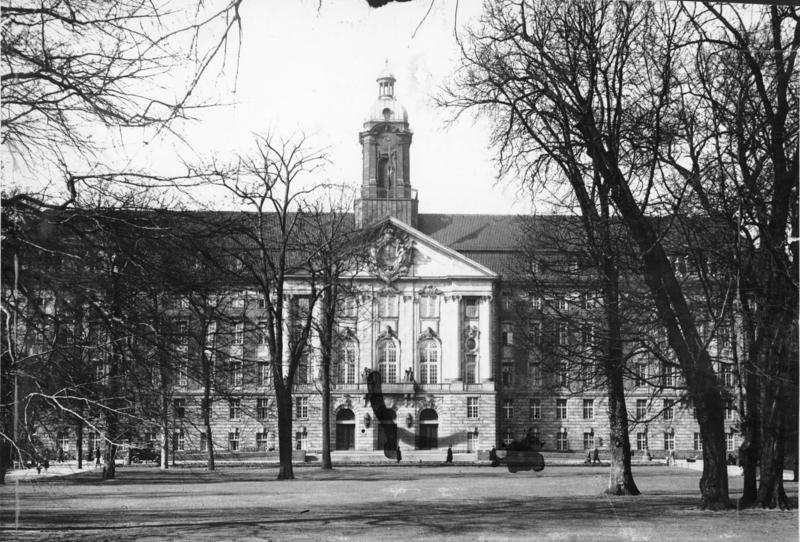
Edificio Kammergericht en 1938 con su torre

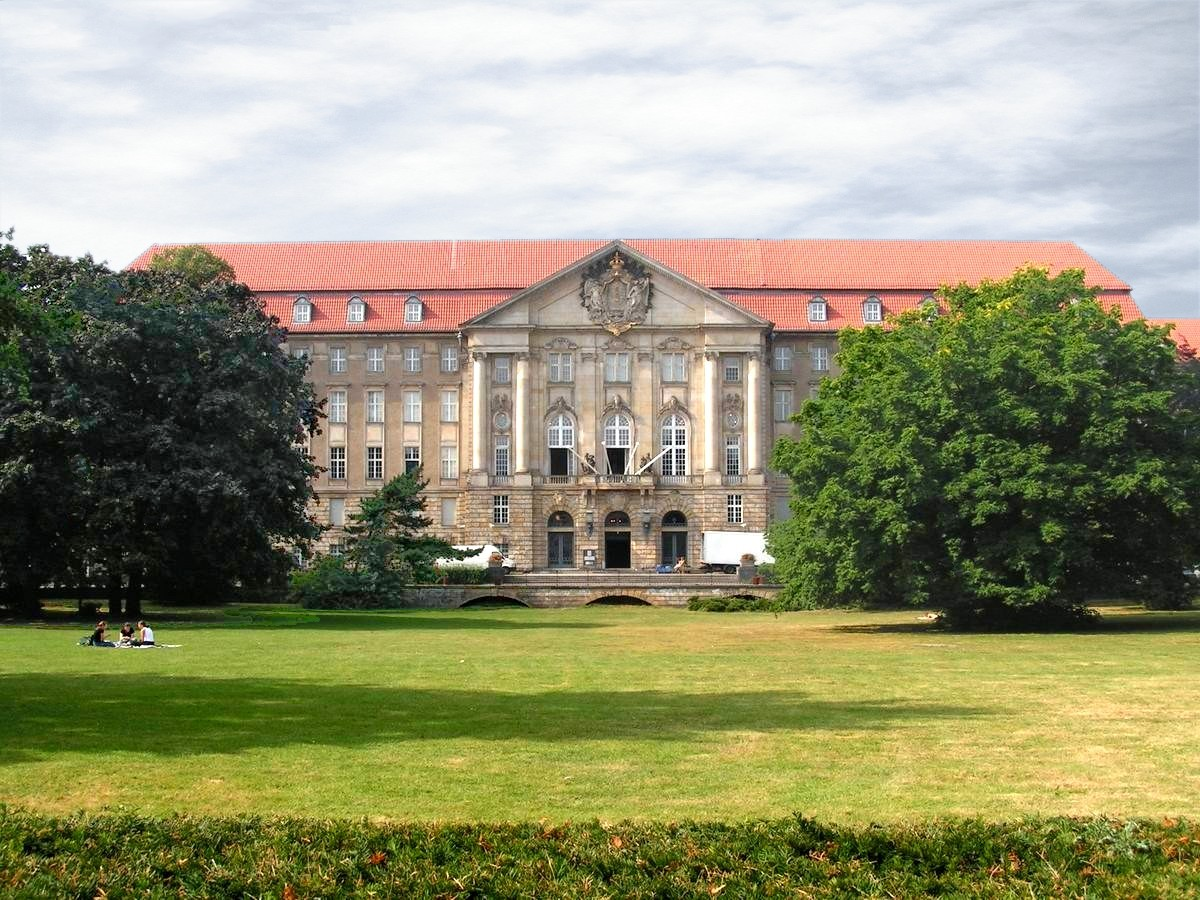
Kammergericht, sede de la corte 1913-45 y desde 1997

Durante su corta vida activa, el Consejo de Control Aliado fue alojado y operado desde el antiguo edificio del Kammergericht, el tribunal supremo del estado de Prusia, que se encuentra en el distrito de Schöneberg, en el sector estadounidense.
El edificio en sí había sufrido daños de batalla, perdiendo una torre central, pero había permanecido prácticamente utilizable. Después del cese de la mayoría de las actividades del consejo en 1948, todas las potencias ocupantes se retiraron rápidamente del edificio a sus respectivos sectores de la ciudad, dejando la instalación fría, vacía y oscura.
Solo una organización de cuatro potencias, el Centro de Seguridad Aérea de Berlín (BASC), permaneció en el edificio desde 1945 hasta el 31 de diciembre de 1990. Como símbolo de la presencia continua de BASC, las cuatro banderas nacionales de las potencias ocupantes aún sobrevolaban la gran puertas de entrada todos los días. Las únicas señales de ocupación eran las pocas y escasas luces de oficina que emanaban de una pequeña habitación en la esquina del edificio,la Sala de Operaciones de BASC por las noches. De las 550 habitaciones del edificio, el complejo de oficinas de BASC y los alojamientos de los guardias ocupaban menos de cuarenta.
Debido a la presencia de BASC, el edificio permaneció estrechamente custodiado por guardias militares de los Estados Unidos, con acceso otorgado solo a miembros selectos de los cuatro poderes. Esto condujo a misteriosas leyendas e historias de fantasmas sobre la espeluznante instalación oscura con su grandiosa estatua de granito con vista al hermoso parque.
Después de la caída del Muro de Berlín y la partida de las tropas rusas en agosto de 1994 (una retirada que tuvo lugar en conformidad con el artículo 4 del Tratado dos más cuatro), el edificio fue devuelto al gobierno alemán. En 1997, su antiguo ocupante, el Kammergericht, se mudó. Ahora funciona como la corte suprema de Berlín.